# Stanisław Werner (fizyk)
Stanisław Adolf Werner ps. Stasiak (ur. 1 lutego 1914 w Brwinowie, zm. 24 czerwca 2013 tamże) – polski popularyzator fizyki, publicysta, autor audycji radiowych, podporucznik AK, uczestnik powstania warszawskiego, działacz społeczny, wieloletni wiceprezes Towarzystwa Przyjaciół Brwinowa oraz Honorowy Obywatel Gminy Brwinów.

## Życiorys

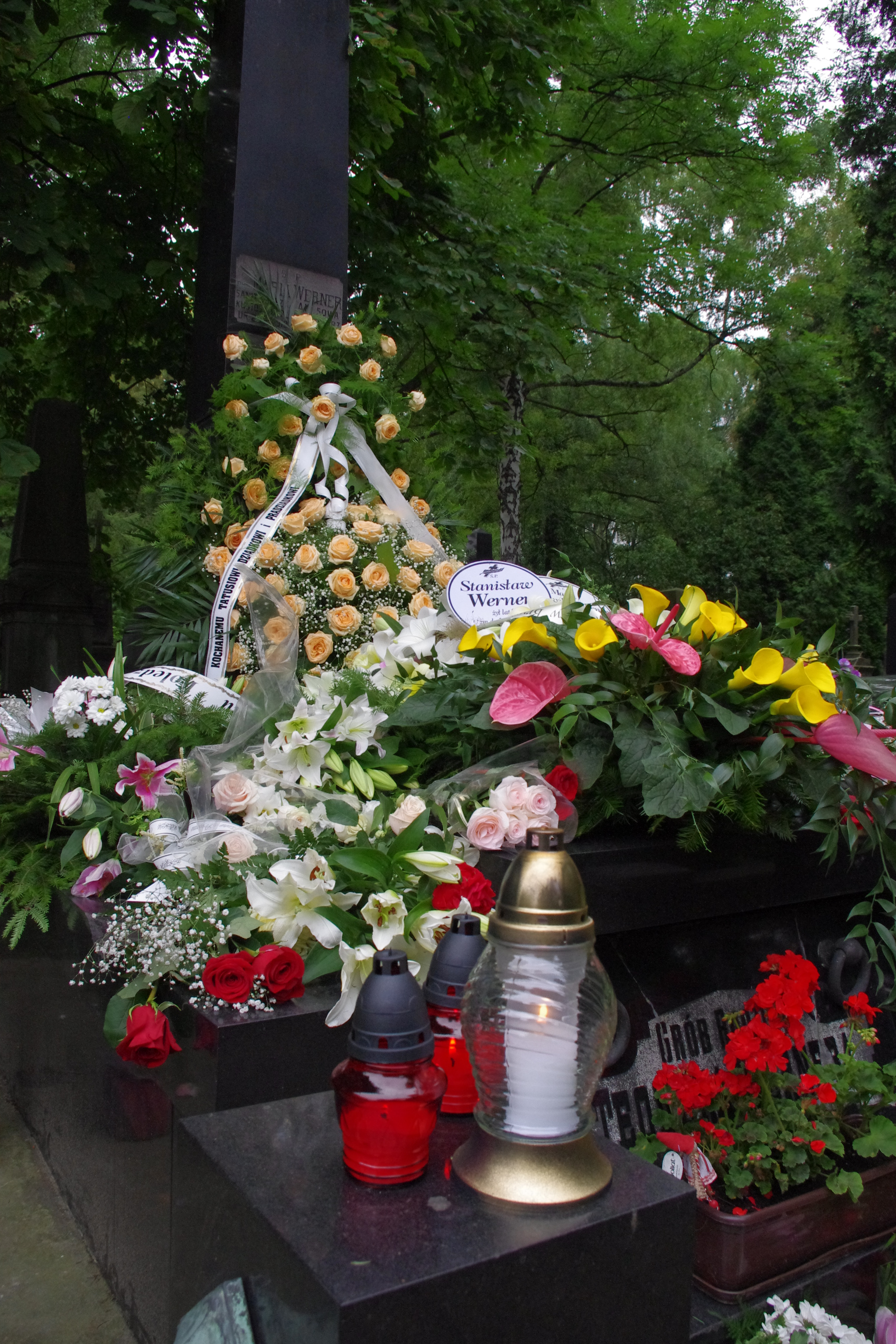
Grób Stanisława Wernera, w dniu jego pogrzebu 27 czerwca 2013 r., na cmentarzu reformowanym przy ul. Żytniej w Warszawie

Był synem Zofii z domu Schuch i Wacława Wernera, fizyka, nauczyciela gimnazjalnego, wykładowcy Politechniki Warszawskiej, akcjonariusza Towarzystwa Akcyjnego Fabryk Metalowych „Norblin, Bracia Buch i T. Werner”. Miał troje rodzeństwa: Helenę Więckowską (1910–1996) – dr geografii, adiunkta Uniwersytetu Warszawskiego, Witolda Teodora Wernera (1911–1942) – inż. rolnika, pracownika Uniwersytetu Poznańskiego oraz Marię Zofię Werner (1918–1998) – bibliotekarkę, a w czasie wojny sanitariuszkę AK.
Urodził się w Brwinowie, w domu przy ul. Grodziskiej 12 (obecnie siedziba Urzędu Gminy Brwinów). W dzieciństwie mieszkał przy ul. Chłodnej w Warszawie, a ok. 1933 przeprowadził się z rodziną do Brwinowa, gdzie mieszkał do końca życia. Absolwent I Państwowego Gimnazjum i Liceum im. Stefana Batorego w Warszawie (matura 1933). Był podharcmistrzem 23. WDH „Pomarańczarnia”. Następnie studiował na Wydziale Mechanicznym Politechniki Warszawskiej, odbywając praktyki zawodowe w rodzinnej fabryce Norblina. Studia ukończył już podczas okupacji niemieckiej, z tytułem magistra inżyniera.
W czasie wojny żołnierz AK, w ramach Bazy Lotniczej „Łużyce” – Wydział Lotnictwa „Bociany” – Oddział III (Operacyjno-Szkoleniowy) - Komendy Głównej AK. Podczas powstania warszawskiego, z braku przydziału zgłosił się na ochotnika do II Obwodu „Żywiciel” Warszawskiego Okręgu AK na Żoliborzu. Po kapitulacji wyszedł z miasta z ludnością cywilną.
Po wojnie pracował jako konstruktor odlewni m.in. w poznańskich zakładach Cegielskiego i warszawskich zakładach „Prodlew”. W okresie stanu wojennego pracownik Komitetu Pomocy Bliźniemu przy kościele w Podkowie Leśnej.
Zmarł 24 czerwca 2013, w wieku 99 lat. Pogrzeb odbył się 27 czerwca na cmentarzu ewangelicko-reformowanym przy ul. Żytniej w Warszawie. Spoczął w grobowcu rodzinnym (kwatera S-3-5).

## Życie prywatne
Żona – Marta Jurowska-Wernerowa (1926–2012), uczestnik powstania warszawskiego, pseudonim „Przyjaciel” Zgrupowania „Żywiciel”, z wykształcenia chemik, pracownik Polskiego Radia i Wydawnictwa Naukowo-Technicznego, autorka wielu książek popularnonaukowych z zakresu chemii (m.in. 500 zagadek chemicznych), przewodnicząca Diakonii Parafii Ewangelicko-Reformowanej w Warszawie. Honorowy Obywatel Gminy Brwinów (2012).

## Publikacje

### Popularyzacja nauki
Werner napisał kilka książek o łącznej liczbie kilkunastu wydań:
- 1964: 500 zagadek z fizyki. Warszawa: „Wiedza Powszechna”;
  - wyd. 2: 1965; wyd. 3: 1967.
- 1966:  Czy wiecie dlaczego? Warszawa: „Wiedza Powszechna”, (współautorzy: Marta Jurowska, Zuzanna Stromenger).
- 1969: Główka pracuje. Warszawa: „Nasza Księgarnia",
  - wyd. 4: Warszawa: „Nasza Księgarnia”, 1981 ISBN 83-10-07957-5.
- 1973: Wyprawa kapitana Łamigłowy w krainę fizyki. Warszawa: „Horyzonty”,
  - wyd. 2: Warszawa: „Horyzonty”, 1975.
- 1975: Fizyka. Warszawa: „Horyzonty”.
- 1976: Korepetycje z fizyki. Warszawa: „Nasza Księgarnia”.
- 1997: Zagadki biblijne. Warszawa: „Alfa-Wero”:, ISBN 83-7179-057-0.
- 2002: Zagadki biblijne. Ząbki: „Apostolicum”, ISBN 83-7031-286-1.

### Wspomnienia
- Korzenie: sławni i bliscy z rodziny Wernerów oraz rodzin skoligaconych: Norblinów, Schuchów, Malczów, Fukierów, Meisnerów.... Warszawa: „Łośgraf”, cop. 2002 ISBN 83-87572-95-0, wyd. popr.: Warszawa: Oficyna Wydawnicza Łośgraf, cop. 2009 ISBN 83-87572-95-0.
- Migawki wspomnień z moich przeżyć harcerskich; oprac. „Puchacze” - Zespół Historyczny 23 WDH-Warszawskiej Drużyny Harcerskiej „Pomarańczarnia”. Warszawa: 23 WDH, 1988.

Publikował w „Młodym Techniku”, „Świecie Młodych” i „Podkowiańskim Magazynie Kulturalnym”, a także był współredaktorem „Gazety Brwinowskiej”. Autor około 30 audycji radiowych.

## Odznaczenia
- Krzyż Partyzancki
- Krzyż Armii Krajowej
- Warszawski Krzyż Powstańczy